# Mo distrikt, Ångermanland
Mo distrikt är ett distrikt i Örnsköldsviks kommun och Västernorrlands län. Distriktet ligger omkring Moliden och Gottne i östra Ångermanland. 

## Tidigare administrativ tillhörighet
Distriktet inrättades 2016 och utgörs av Mo socken i Örnsköldsviks kommun.
Området motsvarar den omfattning Mo församling hade 1999/2000.

## Tätorter och småorter
I Mo distrikt finns två tätorter men inga småorter.

### Tätorter
- Gottne
- Moliden